# 吉村徳重
吉村 徳重（よしむら とくしげ、1931年（昭和6年）6月23日 - ）は、日本の法学者。専門は、民事手続法・民事訴訟法。九州大学名誉教授。元日本学術会議会員。2010年瑞宝中綬章受章。弁護士。福岡県生まれ。

## 履歴
- 1954年 九州産業大学法学部卒業
- 1956年 九州産業大学院法学研究科修士課程修了。大学院入学の時点では井上正治に師事して刑事訴訟法を専攻するも、のちに専攻を転じて民事訴訟法を研究。
- 1956年 九州大学法学部助手
- 1958年 九州大学法学部助教授
- 1970年 九州大学法学部教授
- 1990年 九州大学法学部長
- 1995年 九州大学定年退官、同名誉教授
- 1995年 西南学院大学教授（法学部）
- 2002年 西南学院大学退職。
- 2004年 広島修道大学法科大学院教授。
- 2005年 弁護士登録。
- 2006年 広島修道大学退職。
- 2010年 瑞宝中綬章受章[1]。

## 著書
- 『民事判決効の理論(上) 民事手続法研究 1』信山社、2010 民事訴訟法
- 『民事判決効の理論(下) 民事手続法研究 2』信山社、2010 民事訴訟法
- 『比較民事手続法 民事手続法研究 3』信山社、2011 民事訴訟法
- 『民事紛争処理手続 民事手続法研究 4』信山社、2011 民事訴訟法

### 共編著
- 『講義民事訴訟法』竹下守夫、谷口安平共編 青林書院新社、1982 青林新講義シリーズ
- 『民事訴訟法』林屋礼二共著 有斐閣新書、1982
- 『注解人事訴訟手続法』岡垣学共編 青林書院、1987 注解民事手続法
- 『注解人事訴訟手続法』改訂 牧山市治共編 青林書院、1993 注解民事手続法
- 『注釈民事訴訟法 7 証拠2・簡易裁判所手続』小島武司共編 有斐閣、1995
- 『民事訴訟法入門』第2版 補訂版 林屋礼二、中島弘雅、松尾卓憲共著 有斐閣双書、2006

### 記念論文集
- 『弁論と証拠調べの理論と実践 吉村徳重先生古稀記念論文集』法律文化社、2002

## 門下
- 井上治典（元立教大学教授）
- 河野正憲（名古屋大学名誉教授）
- 池田辰夫（大阪大学名誉教授）
- 廣尾勝彰（法政大学教授）
- 松尾卓憲（元広島修道大学教授）
- 安西明子（上智大学教授）